# Pericambala
Pericambala är ett släkte av mångfoting som förekommer i Kina och som beskrevs 1909 av Filippo Silvestri. Släktet placeras antingen i familjen Pericambalidae eller i familjen Cambalopsidae och underfamiljen Pericambalinae.
Arter inom släktet enligt Milibase:
- Pericambala aramula (Zhang & Li, 1981)
- Pericambala cordata, Jiang, Shear, Ye, Chen & Xie, 2023
- Pericambala orientalis, Silvestri, 1909
- Pericambala simplica (Mauriès & Jacquemin-Nguyen Duy, 1997)
- Pericambala sinica (Zhang & Li, 1981)